# Ivanci (Moravske Toplice, Slovenija)
Ivanci (mađarski: Zalaivánd) je naselje u slovenskoj Općini Moravskim Toplicama. Ivanci se nalazi u pokrajini Prekomurju i statističkoj regiji Pomurju. 

## Stanovništvo
Prema popisu stanovništva iz 2002. godine naselje je imalo 254 stanovnika.